# Polychrus acutirostris
El falso camaleón (Polychrus acutirostris) es una de las especies que integran el género de lagartos trepadores Polychrus, de la familia Polychrotidae. Se distribuye por las regiones cálidas del centro y este de Sudamérica. 

## Taxonomía
Esta especie fue descrita originalmente en el año 1825 por el zoólogo y explorador alemán Johann Baptist von Spix.
Localidad tipo
La localidad tipo es: Bahía, Brasil.
Etimología
La etimología de su nombre específico, acutirostris, deriva del latín acutus, que significa 'agudo' y rostrum, que significa 'cara', le fue otorgado en referencia a la forma de su hocico.

## Distribución

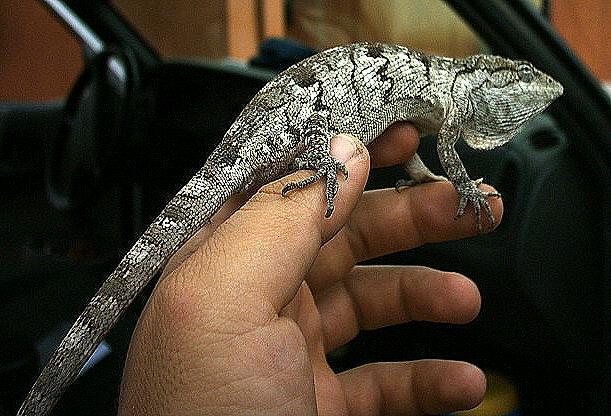
Polychrus acutirostris en el parque nacional Médanos del Chaco, Paraguay.

Habita en gran parte del centro del Brasil, con registros en los estados de: Bahía, Goiás, Pernambuco y Ceará. También se distribuye en el este de Bolivia, en los departamentos de: Beni, Chuquisaca, Cochabamba, Santa Cruz y Tarija; en el Paraguay y en el norte de la Argentina, donde se la categoriza como «especie amenazada», distribuyéndose en las provincias de Chaco, Formosa, Jujuy y Salta.

## Características y costumbres
Es una especie netamente arborícola. Si bien no está emparentado con los camaleones verdaderos, ha generado una notable convergencia evolutiva, la cual es visible en su cola, sus movimientos lentos y pausados, y especialmente en sus curiosos ojos, los cuales pueden apuntar a distintos centros de atención. Por estas razones es denominado comúnmente falso camaleón, o simplemente camaleón. 
Como su hábitat forestal sufre un alarmante desmonte, junto a la pérdida del ambiente también desaparecen las poblaciones de este lagarto.